# Arnoldo de Winkelried Bertoni
Arnoldo de Winkelried Bertoni o Arnaldo de Winkelried (Suiza, 28 de diciembre de 1878-Paraguay, 1973) fue un zoólogo paraguayo de origen suizo.

## Biografía
Más conocido como Arnaldo de Winkelried, su nombre fue dado en honor al héroe suizo Arnold von Winkelried, muerto en la batalla de Sempach en 1386. En 1887 emigró a Paraguay junto a su familia; sus primeros aprendizajes en el área de la zoología los tuvo junto a su padre, el naturalista Moisés Santiago Bertoni, en la colonia Guillermo Tell (denominada más tarde Puerto Bertoni) ubicada en el departamento de Alto Paraná, a orillas del río Paraná. 
Entre 1903 y 1906 fue profesor de Zootecnia y Zoología en la Escuela de Agricultura y Granja Modelo, que había sido inaugurada en 1897 y de la que su padre fuera director.
En 1917 decidió dejar Puerto Bertoni y junto a su hermano Guillermo Tell viajó a Asunción, donde comenzó a participar por su cuenta en los círculos científicos de la época, basando su trabajo de investigación casi exclusivamente en la fauna de Paraguay y principalmente en insectos (Eumeninae, Polistinae, Masarinae, Sphecinae y Trigonalidae), sin dejar de lado otras especies, como los vertebrados, en especial las aves, y haciendo también aportes en otras áreas como la paleontología y la arqueología.
En las décadas de 1930 y 1940 fue profesor de Zoología, Zootecnia, Entomología y Fitopatología en la Escuela Superior de Agricultura y en la Escuela Nacional de Agricultura Mariscal Estigarribia.
Fue miembro fundador de la Academia de Ciencia y Cultura Guaraní.

## Publicaciones
- Aves nuevas del Paraguay. Continuación a Azara. Asunción: Talleres nacionales de H. Kraus, 1901.
- Vocabulario zoológico guaraní  (Con etimología y nomenclatura técnica). 1910.
- Contribución a la biología de las avispas y abejas del Paraguay (Hymenoptera). 1911.
- Catálogo sistemático de los vertebrados del Paraguay. 1912.
- Fauna paraguaya: catálogos sistemáticos de los vertebrados del Paraguay: peces, batracios, reptiles, aves, y mamíferos conocidos hasta 1913. Asunción: Establecimiento Gráfico M. Brossa, 1914.
- Aves paraguayas poco conocidas. 1925.
- Notas biológicas y sistemáticas sobre algunos insectos útiles. Asunción: Dirección de Agricultura y Defensa Agrícola, 1926.
- Nueva forma de psitácidos del Paraguay. 1927.